# Nachig
Nachig är en ort i Mexiko.   Den ligger i kommunen Zinacantán och delstaten Chiapas, i den sydöstra delen av landet, 700 km öster om huvudstaden Mexico City. Nachig ligger 2 270 meter över havet och antalet invånare är 3 260.
Terrängen runt Nachig är kuperad åt nordost, men åt sydväst är den bergig. Runt Nachig är det tätbefolkat, med 459 invånare per kvadratkilometer. Närmaste större samhälle är San Cristóbal de las Casas, 8,9 km öster om Nachig. Omgivningarna runt Nachig är en mosaik av jordbruksmark och naturlig växtlighet.